# ريجيليو تور
ريجيليو تور (بالهولندية: Regilio Tuur) مواليد 12 أغسطس 1967 في باراماريبو، هو ملاكم هولندي يصنف ضمن فئة الوزن الخفيف. شارك في دورة الألعاب الأولمبية الصيفية.

## إحصائيات
خاض خلال مسيرته 51 نزالا، فاز في 46 وتعادل في 1 وخسر في 4. فاز بالضربة القاضية في 30 نزالا.

## روابط خارجية
- ريجيليو تور على موقع بوكس ريك (الإنجليزية) (registration required)
- ريجيليو تور على موقع اللجنة الأولمبية الدولية (الإنجليزية)
- ريجيليو تور على موقع أوليمبيديا (الإنجليزية)